# クモノスガメ
クモノスガメ（蜘蛛巣亀、学名：Pyxis arachnoides）は、リクガメ科クモノスガメ属に分類されるカメ。クモノスガメ属の模式種。

## 分布
- P. a. arachnoides　キバラクモノスガメ

マダガスカル南西部固有亜種
- P. a. brygooi　キタクモノスガメ

マダガスカル南東部固有亜種
- P. a. oblonga　ミナミクモノスガメ

マダガスカル南部固有亜種

## 形態
最大甲長15cmとクモノスガメ属最大種。背甲はドーム状に盛りあがり、上から見ると細長い。項甲板はないか、細長い項甲板がある。後部縁甲板は鋸状にならず滑らか。椎甲板や肋甲板の色彩は黒く、明褐色や黄色の放射状の斑紋（椎甲板で6-8条、肋甲板で4-6条）が入り大型個体では甲板の縁も淡褐色になる。この放射状の模様がクモの巣のように見えることが名前の由来。縁甲板の色彩は黄色で黒い斑紋が入る。腹甲板と胸甲板との間に蝶番があり（蝶番のない亜種もいる）、蝶番より前部の腹甲（前葉）を稼働することができる。腹甲の色彩は黄褐色や黄色。
頭部の色彩は黒や暗褐色一色か、暗褐色に黄色い斑紋が入る。四肢の色彩は前方が淡褐色、後方が暗褐色だが個体変異が大きい。
幼体は縁甲板が黒く、外縁が褐色。
- P. a. arachnoides　キバラクモノスガメ

腹甲には暗褐色の斑紋がなく、蝶番を持つ個体が多い。
- P. a. brygooi　キタクモノスガメ

腹甲には蝶番はない（稀に未発達な蝶番を持つ個体もいる）。
- P. a. oblonga　ミナミクモノスガメ

腹甲側部に暗褐色の斑紋がある。腹甲の蝶番は発達する。

## 分類
- Pyxis arachnoides arachnoides　Bell, 1827　キバラクモノスガメ
- Pyxis arachnoides brygooi　(Vuillemin & Domergue, 1972)　キタクモノスガメ
- Pyxis arachnoides oblonga　Gray, 1869　ミナミクモノスガメ

## 生態
海岸沿いの草原、森林、荒地等に生息する。雨季や降雨の直後に活発に活動し、乾季になると落ち葉や倒木の下などで休眠する。
食性は植物食で植物の葉、果実、キノコ等を食べる。
繁殖形態は卵生。飼育下では1回に1-2個の卵を年に数回産んだ例がある。

## 人間との関係
ペット用の乱獲や、人為的に移入されたカワイノシシによる卵や幼体の食害等により生息数は激減している。世界的に流通していなかったが1998年に150頭が輸出されたのに始まり、2000年に約1000頭、2001年に約1500頭が正規輸出された。政権の交代により本種の輸出は停止し、2005年にはワシントン条約附属書Iに掲載された。
ペットとして飼育されることがあり、日本にも輸入されていた。ワシントン条約附属書I類に掲載されたため、現在は商業目的での国際取引は禁止されている。